# Annemarie Ackermann
Annemarie Ackermann (16 de maio de 1913 – 24 de março de 1988) foi uma política alemã da União Democrata-Cristã (CDU) e ex-membro do Bundestag alemão.

## Vida
Annemarie Ackermann foi membro do Bundestag alemão pela primeira vez de 1953 a 1961. Em 16 de janeiro de 1965, ela sucedeu a Gerhard Fritz, que havia renunciado, como membro do Bundestag, onde permaneceu até ao final do quarto mandato em outubro de 1965. Ela sempre entrou no Bundestag através da lista estadual da CDU da Renânia-Palatinado.

## Literatura
Herbst, Ludolf; Jahn, Bruno (2002).  Vierhaus, ed. Biographisches Handbuch der Mitglieder des Deutschen Bundestages. 1949–2002 (em alemão). München: De Gruyter - De Gruyter Saur. 1715 páginas. ISBN 978-3-11-184511-1